# Gakuto Kondo
Gakuto Kondo (近藤 岳登 Kondo Gakuto?, nacido el 10 de febrero de 1981 en Aichi) es un exfutbolista japonés. Jugaba de defensa y su último club fue el FC Osaka de Japón.

## Trayectoria

### Clubes
| Club           | País  | Año         |
| -------------- | ----- | ----------- |
| Vissel Kobe    | Japón | 2007 - 2012 |
| Mito HollyHock | Japón | 2013        |
| FC Osaka       | Japón | 2014 - 2017 |

## Estadística de carrera

### J. League
| Club           | Año   | J. League | J. League | Copa J. League | Copa J. League | Total | Total |
| Club           | Año   | Part.     | Goles     | Part.          | Goles          | Part. | Goles |
| -------------- | ----- | --------- | --------- | -------------- | -------------- | ----- | ----- |
| Vissel Kobe    | 2007  | 0         | 0         | 0              | 0              | 0     | 0     |
| Vissel Kobe    | 2008  | 1         | 0         | 3              | 0              | 4     | 0     |
| Vissel Kobe    | 2009  | 4         | 0         | 0              | 0              | 4     | 0     |
| Vissel Kobe    | 2010  | 7         | 1         | 1              | 0              | 8     | 1     |
| Vissel Kobe    | 2011  | 19        | 0         | 0              | 0              | 19    | 0     |
| Vissel Kobe    | 2012  | 4         | 1         | 1              | 0              | 5     | 1     |
| Mito HollyHock | 2013  | 14        | 0         | -              | -              | 14    | 0     |
| Total          | Total | 49        | 2         | 5              | 0              | 54    | 2     |